# Campylopus perpusillus
Campylopus perpusillus är en bladmossart som beskrevs av Mitten 1886. Campylopus perpusillus ingår i släktet nervmossor, och familjen Dicranaceae. Inga underarter finns listade i Catalogue of Life.